# Muévelo (canción de Fey)
«Muévelo» es el segundo sencillo de Tierna la noche de la cantante Mexicana Fey. Fue lanzado en enero de 1997, del segundo álbum de estudio Tierna la noche.

## Información
La canción "Muévelo" fue compuesta por Mario Ablanedo, inmediatamente desde el momento de su publicación se volvió un hit en toda Latinoamérica, llegando al uno en la mayoría de países y teniendo buena recepción por los antros de la época en todo el subcontinente. 
El techno, dance y pop latino se combinan con la caja de ritmos, denotando desde un inicio a lo que se escuchara en todo el álbum, puesto que "Muévelo" es la carta de presentación del disco (track 1). Además se le realizó una coreografía para la canción, donde los coros son fáciles de imitar mientras que en la introducción y los puentes musicales se aprecia una elaborada estructura de movimientos. Muévelo es una de las coreografías mejor elaboradas de Fey al igual que Cielo líquido en la década de los '90.

## Desempeño y promoción
En todos los países que Fey visitó tanto en conciertos como presentaciones de TV, no habido vez que no haya hecho un playback de esta. 
Muévelo estuvo en los primeros lugares en las listas de México, Perú, Colombia Argentina, Chile, Bolivia y Venezuela. En la gira de Tierna la noche, Muévelo fue la canción más ovacionada de este tour. Como video oficial, se toma una presentación de Fey en el programa musical "Al fin de semana" en 1997.
Muévelo logra ingresar a la lista de los Billboards con un promedio de 10 semanas en lista alcanzando como máxima posición la ubicación 3 en los Billboard Latin Pop Airplay.

## Versiones
Para promover su disco, Sony le concedió a Fey versionar temas en dos distintos idiomas, el primero fue en inglés y se escogió dos canciones del disco figurando Muévelo en su versión anglosajona Move it. Sony realizó un compilado de éxitos de varios de sus artistas titulado Latin Mix USA (1998) donde aparece una mezcla entre Muévelo y Move it en el track 10 del disco. El sello REMIX FACTORY realizó una convocatoria para concursar por el Mejor REMIX de "Muevelo" a cargo de DJ Albert Dax (Alberto Rosas)
A raíz de su fama en Brasil, Sony Music edita una versión brasileña del disco siendo versionados tres temas al portugués. Muévelo fue escogido para ser versionado, colocándole el título de Mexe e remexe (Agítalo y re-agítalo).

## Lista de canciones
| Sencillo en CD |           |                |          |  |
| N.º            | Título    | Escritor(es)   | Duración |  |
| 1.             | «Muévelo» | Mario Ablanedo | 4:07     |  |

## Posiciones
| Listas (1997)               | Posición más alta |
| --------------------------- | ----------------- |
| México                      | 2                 |
| Billboard Latin Songs       | 9                 |
| Billboard Latin Pop Airplay | 3                 |